# ربیعه موسی
ربیعه موسی (به عربی: ربیعة موسی) یک روستا در سوریه است که در ناحیه سنجار واقع شده‌است. ربیعه موسی ۲۲ نفر جمعیت دارد.